# Уход преступников Оклахомы
«Уход преступников Оклахомы» (англ. The Passing of the Oklahoma Outlaws) с подзаголовком «Изображение старых дней Оклахомы» (англ. Picturization of Early Days in Oklahoma) — американский немой вестерн 1915 года, снятый кинокомпанией Eagle. В фильме показан закат преступных банд, свободно действовавших на Индейской территории и в Оклахоме. Фильм был поставлен законником Биллом Тилманом и снят Бенни Кентом, пионером кинофотографии и соседом Тилмана, в округе Линкольн, штат Оклахома.

## Производство
Тилман учредил Eagle Film Company после появления нескольких фильмов, где преступники превозносились, а законники изображались дураками. Он намеревался снять фильм, в котором реалистично изображены преступники и законники. «Уход преступников Оклахомы», хотя и показывает множество реальных событий, содержит несколько вымышленных людей и сцен. Один из наиболее известных вымышленных персонажей — Роуз Данн, Роза Симаррона.
Тилман снимал на месте во многих старых убежищах преступников в округах Линкольн и Пейн, а также в старых заповедниках Крик и Осейдж. Он нанял местных жителей, а также ковбоев с ранчо 101 для съемок в фильме. Он сыграл самого себя, а также привлек к участию в фильме заместителей маршала США Бада Ледбеттера и Криса Мэдсена. Арканзас Том Джонс (Рой Догерти), единственный выживший из банды Дулина — Далтона, также играл самого себя.

## Прием
Как и многие американские фильмы того времени, «Уход преступников Оклахомы» подвергся цензуре со стороны властей города и страны. Чикагский совет цензоров отказался выдать разрешение на показ фильма, потому что в нём рассказывалось о подвигах банды грабителей поездов и преступников.
Тилман гастролировал с фильмом, так как обнаружил, что посмотреть на него и его коллекцию пришло столько же людей, сколько и на сам фильм. Большая часть пленки с фильмом хранится в американском Национальном архиве, хотя некоторые фрагменты повреждены, а пара катушек отсутствует.

## Сопутствующая книга
- Грейвс, Ричард С. Преступники Оклахомы: графическая история старых дней Оклахомы; бандиты, терроризировавшие первых поселенцев, и маршалы, боровшиеся с ними до истребления; Охватывает период в двадцать пять лет . Оклахома-Сити: Государственная типография и издательство, 1915 г.